# Atrachea sordida
Atrachea sordida är en fjärilsart som beskrevs av Butler 1881. Atrachea sordida ingår i släktet Atrachea och familjen nattflyn. Inga underarter finns listade i Catalogue of Life.